# Tihomir Bulat
Tihomir Bulat (Sebenico, 28 luglio 1974) è un allenatore di calcio ed ex calciatore croato, di ruolo portiere, preparatore dei portieri dell'Istria 1961.

## Carriera

### Allenatore
Il 24 gennaio 2019 viene nominato preparatore dei portieri dell'Istria 1961.